# Rzeźba Pana Twardowskiego w Bydgoszczy
Rzeźba Pana Twardowskiego – ruchoma rzeźba umieszczona w oknie kamienicy przy Starym Rynku w Bydgoszczy, ukazująca się dwa razy dziennie w oprawie spektaklu świetlno-muzycznego.

## Opis
Rzeźba autorstwa Jerzego Kędziory została odsłonięta 2 czerwca 2006. Pomysł jej umieszczenia na Starym Rynku pochodzi od wiceprezydenta Bydgoszczy w latach 2003–2005 Macieja Obremskiego. 
Rzeźba nawiązuje do legendy szlachcica i czarnoksiężnika Jana Twardowskiego, który według opowiadania pisarza Józefa Ignacego Kraszewskiego w 1560 bawił przez cztery miesiące w Bydgoszczy, będąc gościem burmistrza i: „różne cuda wyczyniał, a to odmładzał ludzi, a to zwierzęta uzdrawiał, a to z czartem paktował. I nigdy, nawet w największej życiowej opresji sarmacki humor go nie opuszczał”. Mieszkanie mistrza znajdowało się w gospodzie „Pod Zgorzelcem”, w kamienicy przy Starym Rynku. Stąd też powstał pomysł, aby czarnoksiężnika w spiżowej postaci sprowadzić na powrót do kamienicy i uczynić z niego jedną z atrakcji turystycznych.   
Wykonanie rzeźby zlecono artyście Jerzemu Kędziorze, który wykonał już uprzednio udaną postać „Przechodzącego przez rzekę”, zawieszoną na linie nad Brdą w Bydgoszczy.
Rzeźba przedstawia mężczyznę w stroju sarmackim, w kontuszu i czapce z czaplim piórem, karabelą przy boku i cyrografem w ręce. Figura wykonana jest z kompozytów żywicznych uszlachetnionych z pyłem z metali szlachetnych. W skorupie rzeźby mieszczą się trzy silniki z przekładniami ślimakowymi i pasowymi zębatymi, które umożliwiają wprawianie jej w ruch, obracanie i machanie ręką. Autorem mechanizmu jest Piotr Domanowski z Wydziału Mechanicznego Uniwersytetu Technologiczno-Przyrodniczego w Bydgoszczy, programu – Piotr Cyprys z PM Automatyka Przemysłowa s.c., a muzyki Grzegorz Daroń z Bydgoszczy.   
Czarnoksiężnik pokazuje się w oknie najwyższej kondygnacji kamienicy przy Starym Rynku 15 (wschodnia pierzeja) o godzinach: 13:13 i 21:13. Po ukazaniu się następuje spektakl świetlno-dźwiękowy. Postać kłania się i pozdrawia zebranych, a w tle dobiega odpowiednio dobrana muzyka (zakończona diabelskim chichotem) oraz efekty świetlne (błyski światła, dym). Przedstawienie trwa niecałe 2 minuty.